# Elisão
No contexto linguístico, a elisão consiste na supressão de letras numa palavra ou de uma expressão, por exemplo, na frase "...pingo d'água em Santa Bárbara d'Oeste" contém elisão, pois sem ela a frase seria "pingo de água em Santa Bárbara do Oeste".